# Spangereid
Spangereid, även kallad Høllen, är en tätort i Lindesnes kommun i Agder fylke i södra Norge. Orten ligger vid fylkesväg 460. Här finns Spangereids kyrka.
Tidigare utgjorde orten centralort i dåvarande Spangereids kommun i Vest-Agder fylke.

## Bilder

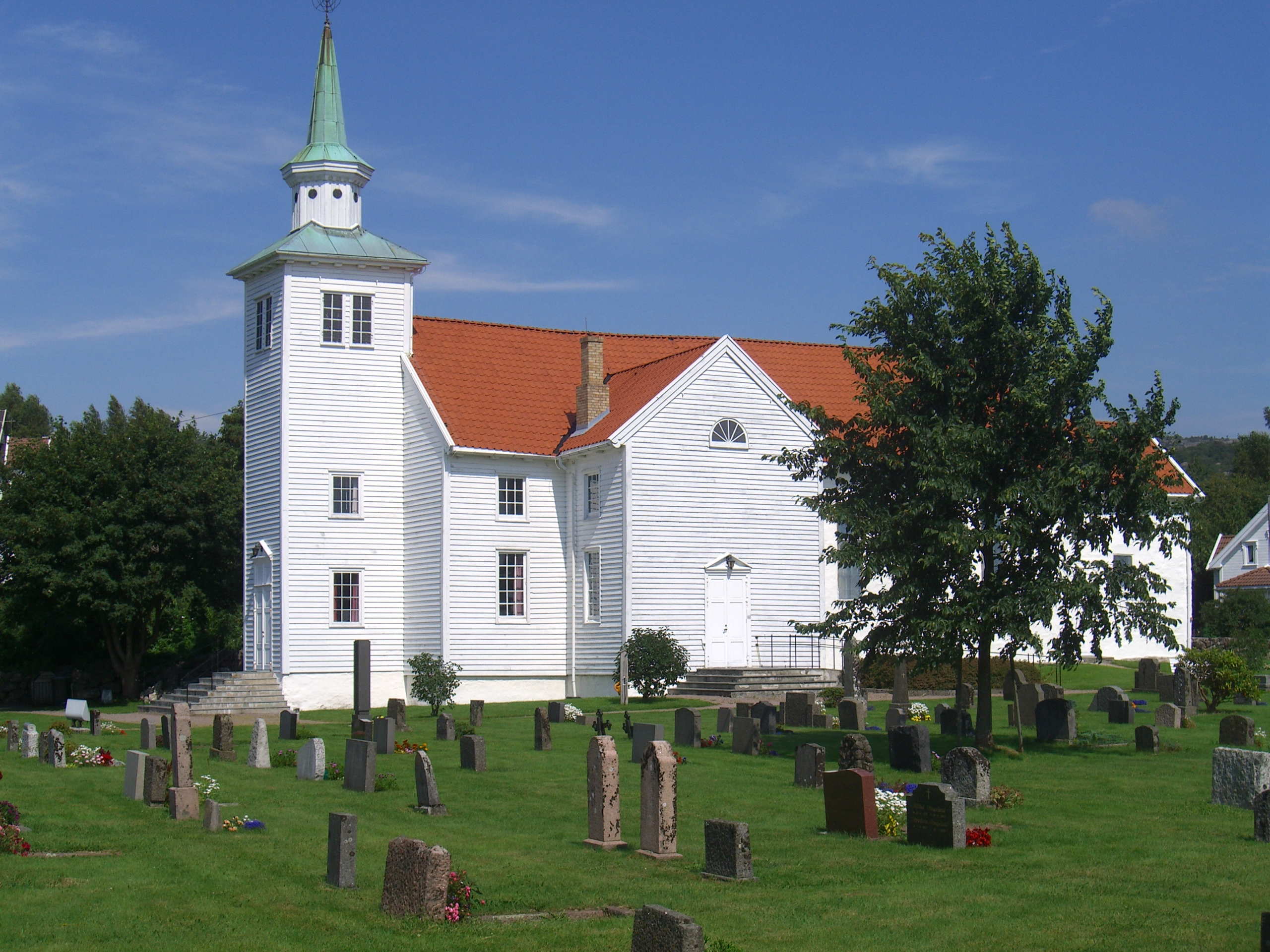
Spangereids kyrka.
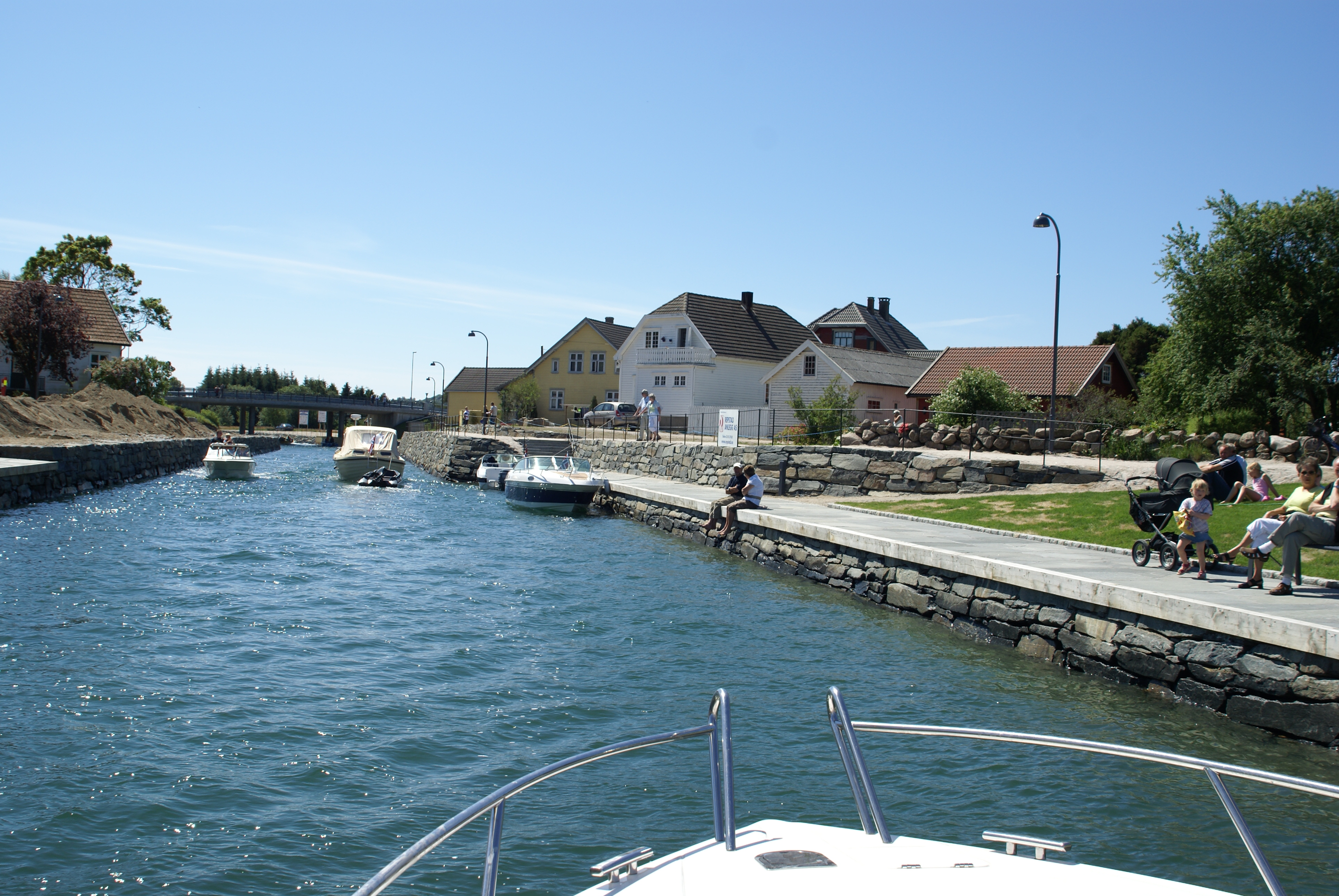
Spangereidkanalen.